# Niwaella delicata
Niwaella delicata es una especie de pez de la familia Cobitidae en el orden de los Cypriniformes.

## Morfología
• Los machos pueden llegar alcanzar los 9,5 cm de longitud total y las hembras 11.

## Hábitat
Vive en zonas de clima templado.

## Distribución geográfica
Se encuentra en el Japón.